# Cevallia sinuata
Cevallia sinuata là một loài thực vật có hoa trong họ Loasaceae. Loài này được Lag. mô tả khoa học đầu tiên năm 1805.